# Кривенко Оксана Олександрівна
Кривенко Оксана Олександрівна (нар. 16 вересня 1974, Свердловськ, Луганська область, УРСР) — голова Національної комісії, що здійснює державне регулювання у сферах енергетики та комунальних послуг (НКРЕКП) з липня 2018 до листопада 2019 року.

## Освіта
1996 року закінчила Київський національний економічний університет, магістр економіки підприємства.
2010 закінчила Івано-Франківський технічний університет нафти і газу за спеціальністю "нафтогазопроводи та нафтогазосховища", інженер-механік з обслуговування та ремонту трубопроводів.

## Кар'єра
З 2 липня 2001 року до 31 травня 2012 року працювала в Національній комісії регулювання електроенергетики України.
З 1 червня 2012 до 15 квітня 2014 року - заступник керівника управління відділу методології, розрахунку та моніторингу тарифів, управлінні ціновою та тарифною політикою нафтогазового комплексу у Національній комісії регулювання електроенергетики України.
З 24 грудня по 14 січня працювала помічником міністра у Міністерстві енергетики та вугільної промисловості України.
З 15 січня 2015 року - заступник диретора Департаменту по регулюванню відносин в нафтогазовій сфері в Національній комісії, що здійснює державне регулювання у сферах енергетики та комунальних послуг. 29 травня 2018 року стала членом комісії.
6 червня 2018 року обрана головою НКРЕКП, перша жінка на чолі українського енергетичного регулятора.

## Особисте життя
Розлучена, має двох синів: Олексій (1997 р. н.) та Іван (2010 р. н.).

## Нагороди та відзнаки
- 17 грудня 2018 року посіла 48 місце у рейтингу ТОП-100 найвпливовіших українців від видання Фокус.[7]
- 28 жовтня 2019 року увійшла до ТОП-50 найвпливовіших леді України, перша п'ятірка у державній службі, за версією видання Корреспондент.[8]